# Fila Brodal
Em ciência da computação, a fila Brodal é uma heap/fila de prioridade com nível muito baixo no seu pior caso de tempo de complexidade: sendo {\displaystyle O(1)} para a inserção, encontrar-mínimo, fundir (merge de duas filas) e diminuir-chave, e {\displaystyle O(\mathrm {log} (n))} para remover-mínimo e remoções gerais. Eles são a primeira variante de uma heap a atingir estes limites, sem recorrer a amortização dos custos operacionais. Filas Brodal são nomeados após serem inventadas por Gerth Stølting Brodal.
Apesar de ter o melhores tempos assintóticos que outras filas de prioridade, elas são, nas palavras do próprio Brodal, "muito complicadas" e "não aplicáveis na prática." Brodal e Okasaki descreverem uma versão persistente (puramente funcional) de filas Brodal.

## Resumo dos tempos de execução
Nas seguintes complexidades de tempo O(f) é um limite assintótico superior e Θ(f) é um limite assintótico estreito (ver Notação Big O). Os nomes das funções assumem que é um min-heap.
| Operação       | Binária  | Binomial | Fibonacci | Brodal   |
| -------------- | -------- | -------- | --------- | -------- |
| encontrar-min  | Θ(1)     | Θ(log n) | Θ(1)      | Θ(1)     |
| remover-min    | Θ(log n) | Θ(log n) | O(log n)  | O(log n) |
| inserção       | O(log n) | Θ(1)     | Θ(1)      | Θ(1)     |
| diminuir-chave | Θ(log n) | Θ(log n) | Θ(1)      | Θ(1)     |
| merge          | Θ(n)     | O(log n) | Θ(1)      | Θ(1)     |

1. ↑  Brodal e Okasaki descrevem mais tarde uma variante persistente com os mesmos limites, exceto para o diminuir-chave, que não é suportado.
Heaps com n elementos podem ser construídas de baixo-para-cima em O(n).[6]
2. 1 2 3  Tempo amortizado.
3. ↑  n é o tamanho do maior heap.